# Zaccagnaite
La zaccagnaite o zaccagnaite-2H (simbolo IMA: Zac) è un minerale del supergruppo dell'idrotalcite e del gruppo della quintinite appartenente alla famiglia dei "nitrati e carbonati" con composizione chimica Zn4Al2(OH)12(CO3) • 3(H2O). Da un punto di vista chimico, il minerale è un carbonato idrato di zinco e alluminio.
La zaccagnaite cristallizza politipicamente in due modi differenti:
- zaccagnaite-2H, a cui ci si riferisce quando si parla di zaccagnaite
- zaccagnaite-3R.

## Etimologia e storia
Prende il nome dal geologo e collezionista di minerali italiano Domenico Zaccagna (3 settembre 1851, Carrara - 11 marzo 1940, Roma), uno studioso e collezionista di minerali specializzato nella geologia e mineralogia dei marmi di Carrara, dove il minerale è stato scoperto.

## Classificazione
Nella nona edizione della sistematica dei minerali di Strunz, aggiornata dall'Associazione Mineralogica Internazionale (IMA) fino al 2009, la zaccagnaite è elencata nella classe "5. Carbonati (nitrati)" e da lì nella sottoclasse "5.D Carbonati con anioni aggiuntivi, con H2O"; questa è ulteriormente suddivisa in base alla presenza di acqua cristallina e alla dimensione dei cationi coinvolti, in modo che il minerale possa essere trovato nella sezione "5.DA Con cationi di media dimensione" insieme a brugnatellite, clormagaluminite e piroaurite-2H, con le quali forma il sistema nº 5.DA.45.
Tale classificazione è conservata anche nell'edizione successiva, continuata dal database "mindat.org" e chiamata talvolta Classificazione Strunz-mindat, nella quale compaiono nel sistema 5.DA.45 anche i nuovi minerali stichtite-2H, idrotalcite-2H e liudongshengite, oltre a quelli già citati.
Nella Sistematica dei lapis (Lapis-Systematik) di Stefan Weiß la zaccagnaite è elencata nella classe dei "nitrati, carbonati e borati" e da lì nella sottoclasse dei "carbonati idrati, con anioni estranei", dove forma il "gruppo della manasseite" con il numero di sistema V/E.02 insieme a quintinite, caresite-3T, charmarite, idrotalcite-2H, barbertonite e piroaurite-2H.
Anche nella classificazione dei minerali secondo Dana il minerale è elencato nella famiglia dei "nitrati, carbonati e borati" e nella sottofamiglia dei "carbonati idrati contenenti idrossile o alogeno"; il minerale si trova nella sezione del "gruppo dell'idrotalcite-sjögrenite (sottogruppo sjögrenite: esagonale) con formula AmBn(XO3)pZq • x(H2O) e con (m+n):p = 8:1" dove forma il sistema nº 16b.06.01 insieme a manasseite, barbertonite e sjögrenite.

## Abito cristallino
La zaccagnaite cristallizza in modo differente e con diversi parametri a seconda del politipo considerato:
| Politipo       | Sistema cristallino | Gruppo spaziale | Gruppo puntuale | Parametri reticolari               | Unità di formula (Z) | Volume di cella |
| -------------- | ------------------- | --------------- | --------------- | ---------------------------------- | -------------------- | --------------- |
| zaccagnaite-2H | esagonale           | P63/mmc         | 6/m 2/m 2/m     | a = 3,0725(3) Å, c = 15,114(4) Å   | 0,33                 | 123,56 Å³       |
| zaccagnaite-3R | trigonale           | R3m             | 3 2/m           | a = 3,06616(1) Å, c = 22,6164(1) Å | 3                    | 184,139 Å³      |

## Origine e giacitura
Per quanto riguarda campioni rinvenuti in Italia, la zaccagnaite è stata rinvenuta in cavità di vene di calcite nel marmo, formatesi tramite alterazione della sfalerite da parte di fluidi idrotermali ricchi di alluminio. Per campioni trovati in Spagna, invece, si è formata tramite diagenesi di speleo-stromatoliti ferro-manganese ricche di zinco e alluminio.
Il minerale è raro e pertanto è stato rinvenuto solo in pochi siti sparsi per il mondo.
In Italia la zaccagnaite è stata trovata a Comeglians (Friuli-Venezia Giulia); nella cave di marmo di Carrara (Toscana); a Recoaro Terme (Veneto).
Altri luoghi includono: Saint-Luc (Canton Vallese, Svizzera); nell'area mineraria "La Florida" presso Sierra de Arnero (nella Cantabria, Spagna); a Lavreotiki (Grecia); a Lontzen (Belgio); a Hasbergen (Germania); a Bad Bleiberg (Austria); nel distretto di Yambrasbamba (Perù).

## Forma in cui si presenta in natura
La zaccagnaite forma cristalli esagonali molto piccoli, allungati lungo [0001] fino a 0,2 mm di dimensioni. Il politipo 3R mostra forme piramidali e prismatiche ottaedriche o esagonali. I cristalli hanno colore che va dal bianco al giallo pallido con lucentezza adamantina. Lo striscio è bianco.